# 上海市第二中学
31°12′37″N 121°27′19″E / 31.21028°N 121.45528°E
上海市第二中学（Shanghai No.2 High School）是上海市徐汇区的一所高级中学，同时也是上海市实验性、示范性高中之一。
其前身为务本女塾，由吴馨创立于1902年，是中国人创办的第一所女子学校。1947年，举校迁至永康路200号（即现址）原法国雷米小学校址。1952年，学校改名为“上海市第二女子中学”。1959年学校经市教卫部批准为上海市重点中学。1967年11月，学校改名为“上海市第二中学”，开始男女生兼收。2005年9月，由上海市教委命名为上海市第二批实验性示范性高中。2010年3月徐汇区和闵行区政府就市二中学(梅陇校区)项目正式签约，2015年9月开始招收第一届学生。 

## 历史
上海市第二中学前身务本女塾，创始人吴馨，字怀久，上海县人。1897年（光绪二十三）年以邑庠生入南洋公学师范院，三年学成。他目睹当时妇女"习于脂粉华服，金莲三寸，弱不禁风"，立志兴办女学。
|  | 女子为国民之母，欲陶冶健全国民，根本须提倡女教。 |

1902年10月24日(清光绪二十八年壬寅之岁)，吴馨将西仓桥原家塾迁至花园弄，公开招生,定名为"务本女塾"，聘请王植善夫人沈竹书女士为学监。这是国人创办的第一所女子学校。初仅学生7人，分寻常和高等两科。由于学校教育质量高，学生人数激增。 1909年，学校迁入西门外黄家阙新址，设师范三级、中学二级、小学四级。1913年，吴将务本女塾捐给上海县，校名改为上海县立第一女子高等小学校。
1916年，在中学部和讲习所基础上设立上海县立务本女子中学。1928年，學校改名为上海市立务本女子中学。1929年，上海市政府和市教育局委派王孝英为校长。小学部改为附属小学（现卢湾区第二中心小学前身）。高中分普通与师范二种。1937年8月，黄家阙路校舍在八一三事变中被日军炮火夷平。学校遷到汾阳路併改名怀久女子中学，分南北校舍上课，学校设董事会。
1942年，日军侵占了上海租界，学校停办。1945年，抗战胜利后，务本女中复校。名称为上海市市立务本女子中学。1947年初，全校迁到永康路。1949年5月，上海被中國共產黨接管。9月1日，上海市政教育处任命左淑东为校长，陈蕙瑛为副校长。1952年，学校改名为上海市第二女子中学。1959年学校经市教卫部批准，为上海重点中学。1967年11月，学校改名上海市第二中学，开始男女生兼收。1997年，成立於1962年的上海市嘉善中学更名為上海市第二初级中学，該學校與上海市第二中学實現資源共享。2005年9月，由上海市教委命名为上海市实验性、示范性高中。
2024年2月，上海市第二中学一女教师因涉嫌与16岁男学生发生男女不正当关系受到网络热议。随后，上海市第二中学表示对該女教師进行停职調查。

## 校舍
1947年1月9日，上海市市立务本女子中学迁至永康路200号École Primaire Russe（俄国初级小学，后改名为法国雷米小学）小学。教学楼于1933年建成，由法国建筑师A．Leonard及P．Veysseyre设计。建筑3层，1934年设局部四层作学生活动空廊，平面一字型，以矩形体为主，平顶、多窗、少装饰。钢筋混凝上结构，建筑立面作横线条处理，除立面入口旁设有两个圆形的舷窗外，没有多余的装饰。
2011年，由于原校址大楼要进行整修（校安工程），学校高一到高二年级搬迁至罗秀路99号华育中学原址，高三年级搬迁至天平路200号南洋模范初级中学校址。
2015年9月，上海市第二中学（梅陇校区）正式开学。“梅陇校区”直属市二中学，师生均为市二中学编制（学籍），毕业时颁发上海市第二中学毕业证书，教育教学及行政由徐汇区教育局领导，市二中学实施一体化管理，将秉承市二办学传统、办学目标、教育理念、办学特色。学校注重梅陇校区与徐汇本部的和谐发展，校园管理统一、教育教学及活动统一、师资配置统一、学生所有待遇统一。梅陇校区与本部资源共享，学生实行柔性流动。

## 知名校友
- 吴若安，教育家。
- 严隽琪，十一届全国人大常委会副委员长，中国民主促进会中央主席，中央社会主义学院院长。
- 左焕琛，复旦大学医学院教授、博士生导师。上海市人民代表大会代表。
- 沈南鹏，红杉资本全球执行合伙人。
- 徐峥，中国大陆演员。
- 姚明，篮球运动员。
- 胡歌，中国大陆演员。
- 左溢，中国大陆歌手，RTA少年组成员。
- 邱欣怡，中国大陆組合SNH48一期生。